# Burg Roggenstein
Die Burg Roggenstein ist eine abgegangene Felsenburg auf dem 570 m ü. NN hohen Roggenstein über der Unteren Roggenmühle bei Geislingen an der Steige im Landkreis Göppingen  in Baden-Württemberg.
Die Burg wurde zwischen 1150 und 1170 von Konrad von Roggenstein erbaut und um 1250 aufgegeben. 1281 wurde ein Konrad Ruggestain, Bürger zu Geislingen, genannt.
Der heutige Burgstall der 15 mal 30 Meter großen Burganlage zeigt noch den Halsgraben.